# Колін Форд
Колін Форд (англ. Colin Ford; нар. 12 вересня 1996, Нашвілл) — американський актор кіно, телебачення і озвучування.

## Біографія
Колін Форд народився в Нашвіллі, штат Теннессі. У чотири роки Колін став моделлю для друкованої реклами регіональних і загальнонаціональних мереж магазинів Атланти. У 5 років Колін вперше знявся у фільмі «Стильна штучка» в ролі Клінтона-молодшого. Колін Форд знявся в таких незалежних фільмах, як «Moved», «Книга Джейн» і «Тупий і ще тупіший тупого: Коли Гаррі зустрів Ллойда».
У 2004 році Колін зіграв Метью Стіда у фільмі «Робота і слава». 2005 рік почався з професійних фотознімань для журналу «W» в парі з Бредом Піттом і Анджеліною Джолі, де Колін зображував їх сина. Незабаром Колін їде до Ванкувера для знімання в серіалі «Таємниці Смолвіля» в ролі Евана Галлахера. Далі він знявся у фільмі «Робота і слава: Американський Зіон», граючи Метью Стіда. Після чого зіграв головну роль Джексона Патча у фільмі «Спекотні літні дні» з актором Віллом Петтоном. Завершуючи свій, переповнений роботою, рік, Колін зіграв Зепа, сина Джейсона Стейтема і Клер Форлані в епічному пригодницькому фільмі «В ім'я короля: Історія облоги підземелля», випущений на екрани в 2006 році.
Крім реклами, телебачення і кіно, Колін озвучував роль Міккі в «Крокодилячих манерах» від «Дісней Плейхаус». Крім цього, він озвучував Дарта, північного оленя, у спільній роботі з Кейті Бейтс, Енді Гріффітом, Джеєм Лено, Едвардом Еснером, Ширлі Джонсом і багатьма іншими у фільмі «Різдво знову тут», що вийшов в 2008 році. Також у 2008 році він зіграв юного Ніка в «П'ятому вимірі».
У 2009 році вийшов фільм «Джек і бобове стебло», де Колін зіграв роль Джека. Також Колін Форд був запрошеною зіркою в таких серіалах, як «Мандрівник», «Приватна практика», «C.S.I.: Місце злочину Маямі», «Близько», «Гаваї 5.0», «Поруч з домом», «Американська сім'я», «Надприродне».
У 2011 році він знявся у комедійній драмі «Ми купили зоопарк». Він зіграв хлопчика по імені Ділан Мі разом з Меттом Деймоном у ролі батька Ділана. Згодом він знявся в головній ролі в незалежному фільмі «Центр урагану».

## Особисте життя
Колін і його родина живуть в Лос-Анджелесі, штат Каліфорнія. Коли він не на зніманні, він любить кататися на скейтборді, грати в футбол, баскетбол і гольф. Також Колін почав розвивати свою любов до танців і музики.

## Нагороди та номінації
| Нагорода           | Рік  | Категорія                                                            | Результат | Робота                      |
| ------------------ | ---- | -------------------------------------------------------------------- | --------- | --------------------------- |
| Young Artist Award | 2008 | Best Performance in a TV Series — Guest Starring Young Actor         | Номінація | Мандрівник                  |
| Young Artist Award | 2009 | Best Performance in a Voice-Over Role — Young Actor                  | Номінація | Різдво знову тут            |
| Young Artist Award | 2009 | Best Performance in a Feature Film — Supporting Young Actor          | Номінація | Лейк-сіті                   |
| Young Artist Award | 2010 | Best Performance in a TV Series — Recurring Young Actor 13 and Under | Перемога  | Надприродне                 |
| Young Artist Award | 2011 | Best Performance in a TV Series — Guest Starring Young Actor 11-13   | Номінація | C.S.I.: Місце злочину Маямі |
| Young Artist Award | 2011 | Best Performance in a DVD Film — Young Actor                         | Перемога  | Джек і бобовий стебло       |